# Liste des cavités naturelles les plus longues de Maine-et-Loire
La liste des cavités naturelles les plus longues de Maine-et-Loire recense, sous forme de tableau(x), les cavités souterraines naturelles connues dans ce département français, dont le développement est supérieur ou égal à quatre-vingt mètres.
La communauté spéléologique considère qu'une cavité souterraine naturelle n'existe vraiment qu'à partir du moment où elle est « inventée » c'est-à-dire découverte (ou redécouverte), inventoriée, topographiée et publiée. Bien sûr, la réalité physique d'une cavité naturelle est la plupart du temps bien antérieure à sa découverte par l'homme ; cependant tant qu'elle n'est pas explorée, mesurée et révélée, la cavité naturelle n'appartient pas au domaine de la connaissance partagée.
La liste spéléométrique des 4 plus longues cavités naturelles de Maine-et-Loire (≥ quatre-vingt mètres) est actualisée à décembre 2018.
La plus longue cavité souterraine naturelle répertoriée dans le département de Maine-et-Loire est « la grotte de Châteaupanne », sur la commune de Mauges-sur-Loire (cf. ligne 1 du tableau ci-dessous).

## Répartition géographique
| \| Angers Cholet Saumur Segré-en-Anjou Bleu \| Répartition géographique des cavités naturelles de Maine-et-Loire. |
| Angers Cholet Saumur Segré-en-Anjou Bleu                                                                          |

## Cavités de Maine-et-Loire (France) dont le développement est supérieur ou égal à 80 mètres
4 cavités sont recensées au 31-12-2018.
| Réf. | Cavité (autres noms)                   | Commune               | Massif ou zone    | Coordonnées (WGS 84)        | Développe. (mètres) | Dénivel. (mètres) | Sources ou références     | Mise à jour |
| ---- | -------------------------------------- | --------------------- | ----------------- | --------------------------- | ------------------- | ----------------- | ------------------------- | ----------- |
| 1    | Grotte de Châteaupanne                 | Mauges-sur-Loire      | Corniche Angevine | 47° 22′ 38″ N, 0° 50′ 06″ O | +000110, m          | NC                | Grottocenter              | 2000-12     |
| 2    | Grotte Saint-Charles                   | Chaudefonds-sur-Layon | Corniche Angevine | 47° 19′ 47″ N, 0° 43′ 22″ O | +000100, m          | +0011, m          | Spéléométrie de la France | 2000-12     |
| 3    | Grotte des Angevins                    | Mauges-sur-Loire      | Corniche Angevine | 47° 22′ 24″ N, 0° 49′ 46″ O | +0 00085, m         | +0010, m          | Spéléométrie de la France | 2000-12     |
| 4    | Grottes des Menteurs et du Décollement | Chaudefonds-sur-Layon | Corniche Angevine |                             | +0 00080, m         | NC                | Spéléométrie de la France | 2000-12     |